# Isatin
Isatin je organická sloučenina, derivát indolu. Poprvé ji připravili roku 1840 Otto Linné Erdmann a Auguste Laurent oxidací indiga kyselinou dusičnou a kyselinou chromovou. Isatin se nachází v mnoha rostlinách, jako jsou boryt barvířský, Calanthe discolor a Couroupita guianensis.
Schiffovy báze isatinu jsou zkoumány z hlediska možného využití jako léčiv.
Při reakci isatinu s kyselinou sírovou a surového benzenu vzniká modré barvivo indofenin. Dlouho se předpokládalo, že jde o reakci s benzenem; Victor Meyer dokázal izolovat látku odpovědnou za příslušnou reakci se surovým benzenem a zjistil, že jde o thiofen.

## Příprava
Běžnými postupy přípravy isatinů jsou Sandmeyerova metoda, Stolleův proces a Gassmanův proces; při všech se jako substrát používá anilin.

Příprava tryptaminového derivátu isatinu:

## Reakce
Isatin lze oxidovat na isatanhydrid pomocí oxidu chromového nebo sonochemicky pomocí peroxidu vodíku.

Příprava isatanhydridu